# Dixon (Wyoming)
Dixon es un pueblo ubicado en el condado de Carbon en el estado estadounidense de Wyoming. En el año 2010 tenía una población de 97 habitantes y una densidad poblacional de 242.5 personas por km² .

## Geografía
Dixon se encuentra ubicado en las coordenadas 41°2′4.04″N 107°32′8.12″O / 41.0344556, -107.5355889. Según la Oficina del Censo, la localidad tiene un área total de 0,4 km² (0,2 mi²), de la cual 0,4 km² (0,2 mi²) es tierra y 0 km² (0 mi²) (0.0%) es agua.

### Localidades adyacentes
El siguiente diagrama muestra a las localidades en un radio de 68 kilómetros (42,3 mi) de Dixon.

## Demografía
En el 2000 la renta per cápita promedia del hogar era de $23.750, y el ingreso promedio para una familia era de $37.500. El ingreso per cápita para la localidad era de $15.950. En 2000 los hombres tenían un ingreso per cápita de $35.417 contra $16.250 para las mujeres. Alrededor del 8.0% de la población estaba bajo el umbral de pobreza nacional.